# Titidius difficilis
Titidius difficilis là một loài nhện trong họ Thomisidae.
Loài này thuộc chi Titidius. Titidius difficilis được Cândido Firmino de Mello-Leitão miêu tả năm 1929.